# Louis-Augustin Chasteau
Louis-Augustin Chasteau (10 mars 1754, Parthenay - 10 février 1833, Mazières-en-Gâtine) est un magistrat et homme politique français.

## Biographie
Fils de Pierre-Paul Chasteau, notaire et procureur de Parthenay, et de Françoise Victoire Taffoireau, il vint à Paris dès sa jeunesse, entra chez un procureur, et revint à Parthenay reprendre l'étude de son père. Officier municipal de Parthenay en 1790, puis administrateur et président de l'administration du département, il présida l'assemblée électorale du 3 septembre 1791, et fut élu par elle député des Deux-Sèvres à l'Assemblée législative, le 2e sur 7, par 227 voix sur 335 votants. Il siégea parmi les modérés, n'aborda point la tribune, et, après la session, fut nommé juge de paix à Parthenay, président (an III) du tribunal criminel militaire à Niort et à Fontenay, devint (an IV) procureur-syndic du district de Parthenay, puis membre et président de l'administration centrale des Deux-Sèvres. Il reprit, l'année suivante, ses fonctions de juge de paix, qu'il ne quitta plus qu'en l'an IX, pour la place de juge au tribunal de première instance de Parthenay. Il présida le conseil d'arrondissement, de l'an IX en 1806, et fut désigné en l'an XII, puis en 1806 comme candidat au Corps législatif, sans y être admis par le Sénat conservateur. Chevalier de la Légion d'honneur (1832).

## Publications
- Oraison funèbre de Mirabeau prononcée à Niort (1791)

## Pour approfondir